# Alienazione
L'alienazione sociale è il sentimento di disconnessione di una persona da un gruppo con cui l'individuo ha un'affiliazione, come gli amici, la famiglia o la società nel suo insieme. Tale alienazione è descritta come una condizione all'interno delle relazioni sociali caratterizzata da un basso livello di integrazione o di valori comuni e un alto livello di distanza o isolamento tra individui, oppure tra un individuo e un gruppo di persone all'interno di una comunità o di un ambiente lavorativo. Il termine alienazione deriva dall'aggettivo latino alienus, a sua volta dal pronome indefinito alius (in greco ἄλλος) 'altro'.
Il termine viene spesso utilizzato in filosofia per indicare il disagio dell'uomo moderno nella civiltà industriale, nella quale l'artificio che le è proprio lo fa sentire lontano dalle proprie radici naturali. I primi studi in cui questo concetto viene esplicitato si hanno con Rousseau, Fichte, Schelling, Hegel e Feuerbach, mentre è proprio con le elaborazioni di Marx ed Engels – e di molti autori formatisi a questa scuola di pensiero e di azione politico-economica – che lo studio e l'analisi del fenomeno dell'alienazione, dopo l'avvento della società industriale e capitalista, trova la sua fioritura.

## Il concetto di alienazione in filosofia
L'alienazione è stata interpretata in vari modi dai filosofi che se ne sono interessati.

### Campanella
Campanella sembra avere individuato che tra noi e gli oggetti c'è un rapporto non solo teoretico ma anche morale. Quando sentiamo la mancanza di qualche valore, spesso tentiamo di reagire colmando il vuoto che è in noi con il possesso di oggetti, quasi che questi potessero sostituire i valori persi. Tuttavia, quando l'oggetto perde la sua funzione simbolica e diventa valore reale in sé, allora subentra l'alienazione, la follia.

### Rousseau
Secondo il filosofo svizzero Rousseau, l'alienazione avveniva nel momento in cui i cittadini, "stringendo" il contratto sociale, alienavano tutti i loro diritti a favore di un'entità superiore, la "volontà generale", che sarebbe non tanto la semplice aggregazione delle volontà particolari individuali, ma la associazione di esse in un'entità unica e indivisibile. Il principio roussoiano di rappresentatività politica – che per la natura unica e indivisibile della volontà generale non può essere delegativa – ha suscitato critiche intense, in primis da Benjamin Constant.

### Hegel

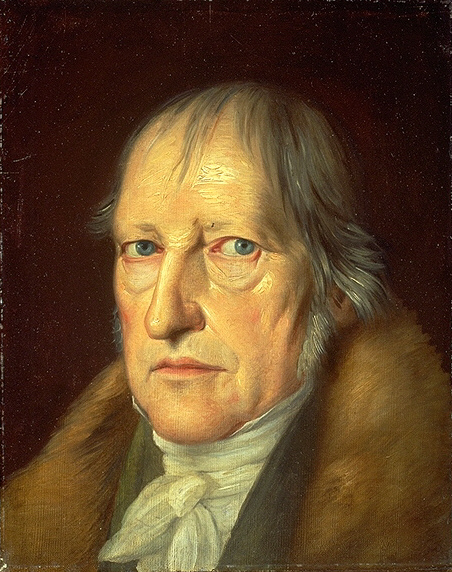
Hegel

Successivamente il concetto di alienazione occuperà un posto rilevante sia nella filosofia di Hegel che nei lavori di Marx ed Engels, la cui impostazione filosofica è esplicitamente derivata dalla dialettica hegeliana. All'interno del sistema hegeliano l'alienazione quale momento dello sviluppo dello spirito è intesa in senso sia negativo che positivo. Hegel ritiene infatti che l'alienazione, considerata come un estraniarsi dello spirito da sé stesso, avviene quando questo, nell'oggettivarsi, si proietta al di fuori di sé, divenendo così natura. In questo senso l'alienazione per Hegel è tutt'uno con l'oggettivarsi dello spirito e il suo manifestarsi come natura. Qui si ha dunque alienazione in senso negativo.
Quando lo spirito, in un secondo momento, ritorna in sé, rivela la positività del perdersi dello spirito nella natura per ritrovarsi infine in sé stesso. Si ha dunque la visione sintetica dell'alienazione intesa come fenomeno positivo. Dunque per Hegel l'alienazione si configura come una tappa necessaria del divenire dello spirito, che, oltre ad essere vista come una negazione, va considerata come un arricchimento dello spirito, o dell'Idea, nel suo processo dialettico. La differenza sostanziale tra il concetto di alienazione nella dialettica di Hegel e quello della dialettica materialistica di Marx ed Engels è che per questi ultimi l'alienazione comincia con lo sfruttamento dell'uomo sull'uomo, mentre per Hegel l'alienazione è un fenomeno connaturato all'essere stesso del pensiero che, oggettivandosi, si aliena da sé, riunendosi in sé stesso in un successivo e superiore momento di sintesi.
Eppure, e forse inaspettatamente, nel pensiero dell'ultimo Hegel sembra emergere una drastica dissociazione fra il pantragismo e il pangiustificazionismo come teodicea. Nella famosa sezione dedicata all'"astuzia della Ragione", nella "Introduzione" alle Lezioni sulla filosofia della storia (pubblicate postume) egli approda a un netto distinguo fra l'alienazione (Entäusserung) dello Spirito assoluto, che sarà pure riconciliabile (Versöhnung) con sé stesso, e l'estraniazione (Entfremdung) dello spirito soggettivo e personale, il quale invece non ne può ricavare alcuna consolazione e conforto. Con ciò viene rigettata ogni identificazione intenzionale delle coscienze individuali nei confronti d'una simile mostruosa progettazione e architettura del decorso storico.

### Feuerbach

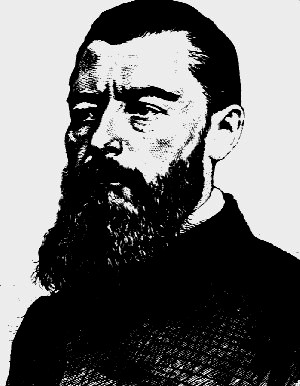
Feuerbach

Nell'opera di Ludwig Feuerbach, appartenente al gruppo dei "giovani hegeliani", o della "sinistra hegeliana", il termine è usato per indicare la "proiezione" in un mitico al di là delle qualità positive dell'uomo: queste sono, in particolare, amore, ragione e volontà all'ennesima potenza, che creano un essere superiore (identificato in Dio). Feuerbach elabora, così, una teoria della religione vista come alienazione dell'uomo, poiché egli in questo processo si scinde: estranea da sé stesso caratteristiche proprie dell'uomo per creare una potenza che gli è superiore e alla quale si sottomette. La chiave di volta della teologia è infatti per Feuerbach l'antropologia.

### Marx e Engels
Karl Marx – il cui motto preferito era Homo sum, humani nihil a me alienum puto («Sono un uomo, nulla di umano mi è estraneo») – e Friedrich Engels furono molto influenzati dal pensiero di Hegel, sottoponendolo tuttavia ad una critica serrata. Oltre a procedere nell'ulteriore critica dell'alienazione religiosa introdotta da Feuerbach, misero in rilievo, attraverso la loro critica all'economia politica, l'alienazione originale che è alla base di tutti gli altri tipi di alienazione, inclusa quella religiosa: l'alienazione economica. Alla base di questa, che condiziona tutte le altre, secondo la loro concezione dialettica ma materialistica della storia, ci sono:
1. La divisione del lavoro.
2. La proprietà privata (dei mezzi di produzione).

Prendendo le mosse da quella che allora veniva chiamata sinistra hegeliana, i due filosofi – che oltre a essere pensatori erano anche organizzatori e guide politiche – individueranno la forma maggiormente nota e dibattuta di alienazione, cioè quella subìta dalla classe operaia. Secondo Marx, alienazione è quel processo che estranea un essere umano da ciò che fa, fino al punto di non riconoscersi in sé stesso.

### La critica marxista del concetto di alienazione
Marx distingue quattro tipi di alienazione, confrontando l'operaio con l'artigiano tradizionale:
1. L'operaio è alienato dal prodotto del suo lavoro, perché produce beni senza che gli appartengano (infatti sono di proprietà del capitalista) e si trova, anzi, in una condizione di dipendenza rispetto ad essi;
2. L'operaio è alienato dalla propria attività, perché non produce per sé stesso, ma per un altro (il capitalista); il lavoro dell'operaio non è libero come quello dell'artigiano né fantasioso, ma costrittivo: si svolge infatti in un determinato periodo di tempo, stabilito da altri (il capitalista).
3. L'operaio è alienato dalla sua stessa essenza (Wesen), poiché il suo non è un lavoro costruttivo, libero e universale, bensì forzato, ripetitivo e unilaterale (Marx paragona l'operaio al Sisifo della mitologia greca);
4. L'operaio è alienato dal suo prossimo, cioè dal capitalista, che lo tratta come un mezzo da sfruttare per incrementare il profitto, e ciò determina un rapporto conflittuale. Da un punto di vista più ampio, l'economia capitalistica traduce il rapporto tra le persone in modi di sfruttamento.

A fronte di una tale “disumanizzazione” diventa meno impellente la questione degli aumenti salariali e dell'addolcimento della vita.
In una pagina de Il Capitale, scritta dopo l'adozione dei primi interventi a favore degli operai, Marx affermerà: “Come il vestiario, l'alimentazione, il trattamento migliore e un maggiore peculio non aboliscono il rapporto di dipendenza e lo sfruttamento dello schiavo, così non aboliscono quello del salariato”.
I quattro tipi di alienazione vengono teorizzati da Marx nei Manoscritti economico-filosofici del 1844, opera che scrive appunto nel 1844 (anche se sarà pubblicata soltanto nel 1932 dal ricercatore sovietico Rjazanov), e che sancisce il definitivo passaggio dal liberalismo al comunismo del pensatore di Treviri.
Questa alienazione coinvolge totalmente gli operai: dalla situazione alienante in cui essi vivono, deriva l'opposizione dialettica presente tra forza lavoro e rapporti di produzione.

#### Louis Althusser
Louis Althusser ha definito il passaggio di Marx dalla problematica antropologica di Feuerbach all'indagine storica e socio-economica come transizione dalla filosofia alla scienza.

### Herbert Marcuse
L'idea di Marx venne ripresa dalla scuola di Francoforte e in particolare da Herbert Marcuse, ma con una importante variante, perché l'alienazione, l'estraneazione, non è più una cosa strettamente attinente ai rapporti capitalistici di produzione, ma riguarda la società industriale e tecnologica di per sé stessa.
Nella società tecnologica e industriale, l'uomo è sempre e comunque alienato perché nel proprio lavoro non realizza sé stesso, trova regole create da altri, è succube degli eventi esterni e non è libero. Questa problematica venne descritta nel libro L'uomo a una dimensione, pubblicato negli Stati Uniti nel 1964, che fu uno dei libri ispiratori dei movimenti del '68. La società industriale ha leggi inderogabili e l'uomo è asservito a queste leggi. La società industriale è un enorme apparato di dominio, perché non lascia margini alla libertà umana; l'uomo diventa un semplice ingranaggio di un sistema enorme che lo sovrasta e di cui egli subisce il funzionamento.

## Alienazione e psicologia

### Sigmund Freud
Secondo la psicoanalisi l'individuo vive in prima persona la contraddizione che lo mette in croce tra "natura" e "cultura". Freud ritiene che questa contraddizione sia insolubile e che comunque, per quanto la scelta della cultura corrisponda al processo di civilizzazione, tale civilizzazione non possa essere vissuta dal singolo individuo se non come una alienazione da sé stesso, per il sacrificio della pulsionalità immediata che essa richiede. Da qui il disagio fondamentale che il singolo deve accettare: il disagio della civiltà, che lo porta a dover scegliere tra eros o civiltà, tra civiltà o barbarie. Questo è il prezzo che il singolo deve pagare per poter beneficiare della civilizzazione. Taluni non sono disposti a pagare tale prezzo o lo ritengono consciamente o inconsciamente troppo elevato – e in taluni casi lo può essere veramente – oppure non hanno gli strumenti conoscitivi per riuscire a gestire tale contraddizione, sì da venire a trovarsi nella confusione: da qui la nevrosi e in taluni casi anche la psicosi.
Freud intende l'alienazione come il distacco dalla realtà sociale presente ritenuta inappagante, per rifugiarsi in un mondo fantastico che rimane parzialmente legato ai ricordi dell'infanzia, in cui gli impulsi di desiderio trovavano soddisfazione. Ciò accade se l'Io è debole e/o il mondo esterno resiste alla traduzione delle sue fantasie di desiderio in realtà. La persona può riuscire a non perdere il contatto con la realtà se porta avanti la sublimazione degli impulsi nella conoscenza e nell'arte.
Invece, in caso di malattia, "il contenuto [di questo mondo fantastico] si trasforma in sintomi". 
Il paziente vive nel passato e rivive i suoi ricordi. 
La sessualità è caratterizzata da una regressione all'infanzia, agli stadi pre-genitali della fase orale e anale, da un ritorno o da un mancato superamento della masturbazione in età adulta, da un infantilismo nelle relazioni affettive e da tendenze omosessuali che talora possono diventare esclusive.
L'alienazione degli impulsi di desiderio dai loro scopi reali e la loro sublimazione nella conoscenza e nell'arte sono incoraggiate dalla religione, dalla morale individuale e dalla civiltà, che punta a "esiti...sempre più cospicui". Ciò è possibile grazie alla plasticità organica del cervello e alla differente plasticità della psiche e delle sue pulsioni, che facilmente cambiano oggetto e si riadattano a seconda delle situazioni concrete. 
Secondo Freud, non lasciare parzialmente aperta una valvola di sfogo delle pulsioni sessuali, sposando una loro alienazione completa, "porterà con sé i danni di una devastazione totale".

### Carl Gustav Jung
Lo psichiatra svizzero Carl Gustav Jung, pur mantenendo lo stesso scenario di impostazione alla problematica dell'alienazione, non giunge alle stesse conclusioni "pessimistiche" del suo maestro viennese. A suo avviso, infatti, la naturale attività simbolizzatrice del pensiero – che la psicoanalisi semplicemente riattiva o permette di esercitare come in una palestra del pensiero riflessivo e non ripetitivo – è proprio ciò che permette la sintesi reale dei contrari. Per Jung, lo spirito non è sublimazione; esso non cela la sessualità, come nella concezione riduttivistica dell'attività e della dimensione spirituale propria di Freud e dei suoi epigoni. Per Jung, invece, lo spirito vero coincide con la stessa libido e vuole ciò che essa vuole: l'unione, ma ad un livello riflessivo più elevato, da dove riprendere a desiderare l'unione in un procedere negaentropico infinito tale che la tensione natura/cultura, quale croce inscritta nell'essere da cui scaturisce l'energia psichica, invece di ricadere distruttivamente sul sistema conoscitivo che il singolo incarna, diviene la fonte dove trovare quella forza per procedere ulteriormente. Nota è infatti la frase di Jung che ribalta la lettura della psicopatologia: "Non siamo noi a guarire dalla nevrosi ma è la nevrosi stessa che ci guarisce".

#### Le critiche a Jung
La critica principale all'impostazione della problematica dell'alienazione umana dello psicoanalista Jung è che tale sintesi dei contrari, che l'attività simbolizzatrice dovrebbe realizzare togliendo l'uomo dalla croce e dal suo vissuto di alienazione, è solo apparente e che, quindi, il simbolo di per sé non è la resurrezione dell'umanità in croce tra l'istinto e la necessità di mediare l'istinto per poter essere accolto nella famiglia umana, sicché a questi critici la soluzione data da Jung al problema appare più che altro come un esorcismo del male del mondo e nulla più.

## Alienazione e sociologia

### Erich Fromm
In Psicanalisi della società contemporanea (1955) Erich Fromm tratta l'argomento dell'alienazione da una prospettiva sociologica. Nella sua concezione Fromm vedeva agire, tanto in Occidente quanto nell'Europa Orientale, delle strutture sociali disumanizzanti dominate dagli apparati burocratici, con il risultato di un universale fenomeno sociale di alienazione. Coltivando questa visione, Fromm è stato capace di esaminare, con estrema lucidità, la situazione dell’uomo moderno in una società la cui principale preoccupazione è la produzione economica piuttosto che l’aumento della produttività creativa dell’uomo: una società dove l’uomo ha perduto il predominio. L’uomo moderno, sostiene Fromm, è estraniato dal mondo che egli stesso ha creato, “alienato” dagli altri uomini, dalle cose che usa e consuma, dal suo governo, da sé stesso. Egli è ora una “personalità fittizia”: se si lascerà che le tendenze attuali si sviluppino senza controllo ne risulterà una società malata, costituita da uomini “alienati”. Ma ci sono delle speranze. Tra il sistema capitalistico e la dittatura totalitaria esiste un’altra soluzione, cioè la creazione di una società “mentalmente” sana in cui nessuno sia soltanto un mezzo per i fini di qualcun altro, ma l’uomo sia il centro, e tutte le attività economiche e politiche siano subordinate al suo sviluppo: Fromm poneva argomenti a favore di un socialismo democratico, di stampo umanista.
I pensatori che contribuirono maggiormente alla formazione del suo pensiero furono i “profeti”, Marx e Bachofen, e proprio partendo in primo luogo dai primi lavori di Karl Marx, Fromm poneva l'enfasi sull'ideale della libertà personale.